# Johann Christian Ziegler

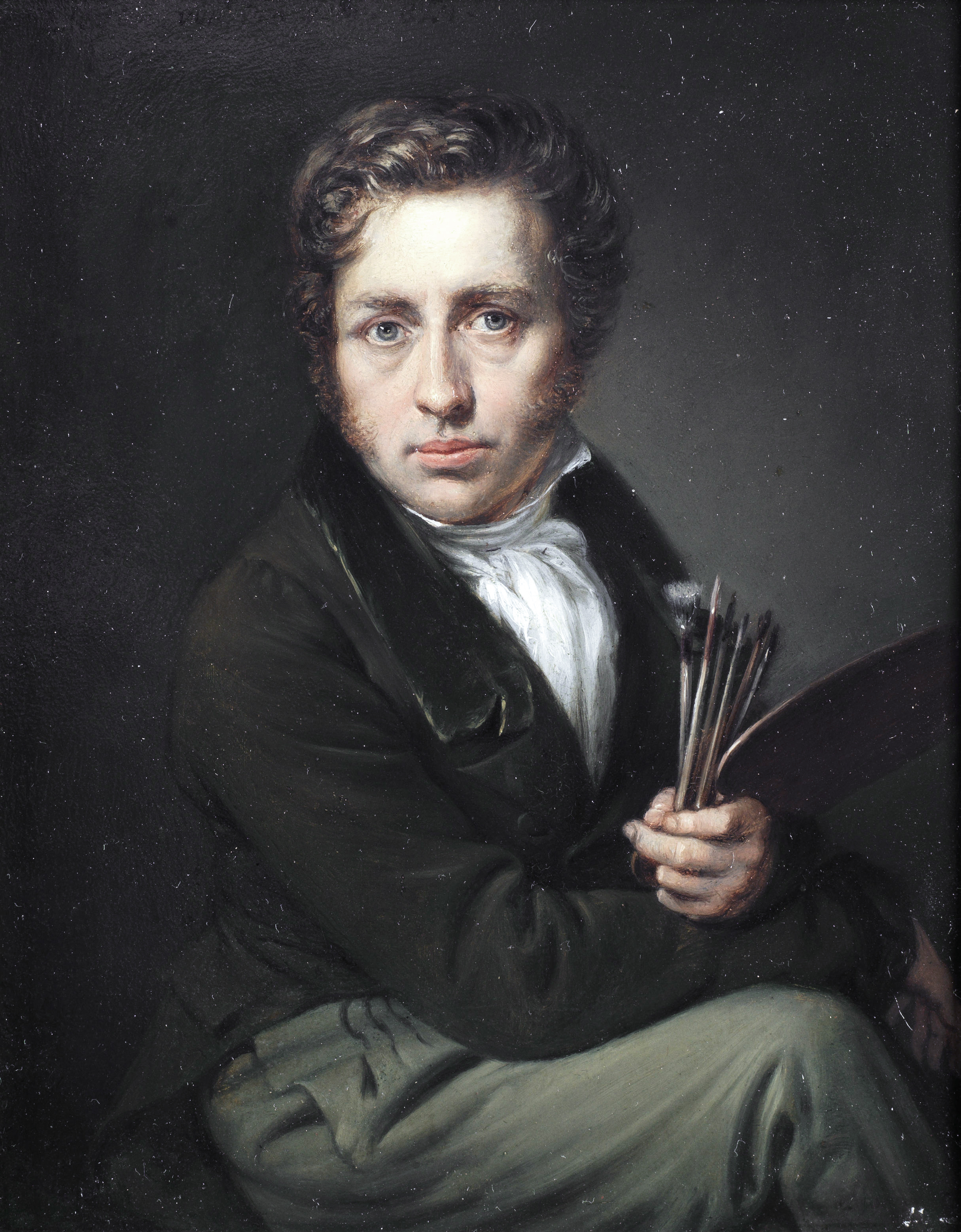
Selbstbildnis

Johann Christian Ziegler (* 7. Februar 1803 in Wunsiedel; † 18. Juni 1833 in München) war ein deutscher Maler.

## Leben
Ziegler war der Sohn eines Tuchmachers und war zunächst Porzellanmaler-Lehrling in der Porzellanmanufaktur Heinrich Sieger. Ab 1821 studierte er Landschaftsmalerei an der Münchner Akademie u. a. bei Wilhelm von Kobell. Studienreisen führten ihn nach Italien und Österreich.
Neben seiner Malerei arbeitete er als Lithograf mit dem Naturforscher Carl Friedrich Philipp von Martius zusammen und trug zur Entstehung der „Historia naturalis palmarum“ bei.
Er starb im Alter von 30 Jahren an Knochentuberkulose.